# Svi vole Raymonda
Svi vole Raymonda (engl. Everybody loves Raymond) je popularni američki sitcom. S emitiranjem je počeo 13. svibnja 1996. godine. S vremenom je postao najpopularniji sitcom, ne samo u SAD-u nego i u cijelom svijetu. U Hrvatskoj se serija emitirala na Novoj TV, a kasnije i na RTL Kockici.

## Radnja serije
Radnja serije se odvija na Long Islandu. Tu živi uspješni sportski novinar Raymond Ray Barone sa svojom ženom Debrom i njihovom djecom, kćerkom Aly i blizancima Michaelom i Geoffreyem. Preko puta njih žive Rayevi roditelji Marie i Frank Barone. Oni se drže mota Moja kuća je i tvoja kuća, te stalno bez pitanja ulaze u Rayevu i Debrinu kuću. Rayev brat Robert je policajac koji se stalno useljava i iseljava iz roditeljsko doma. On je ljubomoran na Raya jer njihovi roditelji više pažnje posvećuju Rayu nego njemu i zato što Ray ima uspješnu novinarsku karijeru.

## Glumačka postava

### Glavna glumačka postava
| Glumac/glumica  | Lik            | Sezona u seriji |
| --------------- | -------------- | --------------- |
| Ray Romano      | Raymond Barone | 1-9             |
| Patricia Heaton | Debra Barone   | 1-9             |
| Brad Garret     | Robert Barone  | 1-9             |
| Doris Roberts   | Marie Barone   | 1-9             |
| Peter Boyle     | Frank Barone   | 1-9             |

### Sporedni glumci
| Glumac/glumica   | Lik                   | Sezona u seriji |
| ---------------- | --------------------- | --------------- |
| Madylin Sweeten  | Alexandra Ally Barone | 1-9             |
| Sawyer Sweeten   | Geoffrey Barone       | 1-9             |
| Sullivan Sweeten | Michael Barone        | 1-9             |
| Monica Horan     | Amy MacDougall Barone | 2-9             |

## Likovi
- Raymond Ray Albert Barone (Ray Romano) je glavni lik serije. On je uspješan sportski novinar koji piše za Newsday. Talijanskog je podrijetla i živi na Long Islandu. Zbog roditelja, koji su napasni i žive preko puta Rayove kuće, često dolazi u konflikt sa svojom ženom Debrom. Nesiguran je, sebičan i ponekad smotan. Kad se Debra posvađa s njegovim roditeljima, ne zna čiju bi stranu zauzeo. Želi se svima svidjeti i da ga svi vole. Često se ponaša kao dijete, gunđa sebi u bradu. Od djetinjstva ga prati glas „maminog sina“.

- Debra Barone (Patricia Heaton) je Rayeva žena. Po zanimanju je kućanica. Živi s Rayem i s njihovo troje djece: Aly, Michaelom i Geoffreyem. Debra je emocionalna i napeta osoba i često prigovara Rayu. Ostali članovi obitelji joj govore da loše kuha, a Marie je stalno opominje da ne zna kuhati, čistiti i brinuti se za djecu. Pojavljuje se u 209 od ukupno 210 epizoda.

- Robert Charles Barone (Brad Garret) je Rayev stariji brat i drugi sin Marie i Franka. Robert je razvedeni policajac u newyorkškoj policiji, koji je visok preko dva metra. Nakon razvoda, Robert se doselio kod svojih roditelja. On je ljubomoran na Rayev dobar poslovni i obteljski život, jer je Marie uvijek preferirala Raya nad Robertom. U 2. sezoni upoznaje Debrinu prijateljicu Amy koja će poslije postati njegova supruga. Robert ima niz čudnih navika kao što je diranje brade žlicom prije no što stavi zalogaj u usta.

- Marie Janella Barone (Doris Roberts) je Rayeva majka. Ona je nametljiva osoba i ima naviku nabijati osjećaj krivnje drugima kako bi dobila ona što želi. Najčešće nabija krivnju Rayu. Iako njeni sinovi imaju više od četrdeset godina, ona ih tretira kao da su djeca. Često kritizira Debru da je loša kuharica,kućanica i majka, dok sebe smatra odličnom kuharicom. Iako voli svog muža Franka, naziva ga lijenim i tvrdoglavim.

- Francis Frank Oscar Barone (Peter Boyle) je Rayev otac. Frank je tvrdoglav i lijen čovjek i ponaša se kao da drugi ljudi nemaju osjećaje. Sjedi dok Marie sve radi za njega. Tvrd je čovjek. Čak ga se i njegovi sinovi boje. Ali on ima i meku stranu srca koju rijetko pokazuje. Ratni je veteran. Borio se u Korejskom ratu i često to spominje da dokaže da je on čvrst čovjek, te zadirkuje Raya i Roberta pogrdnim izrazima da oni nisu pravi muškarci. Voli svoju ženu Marie, učinio bi sve za svoju obitej, iako to ne pokazuje uvijek.

## Nagrade

### Emmy
- 2000.- Najbolja glavna glumica u humorističnoj seriji:Patricia Heaton

- 2001.:

-Najbolja glavna glumica u humorističnoj seriji:Patricia Heaton
-Najbolja sporedna glumica u humorističnoj seriji:Doris Roberts
- 2002.:

-Najbolji glavni glumac u humorističnoj seriji:Ray Romano
-Najbolji sporedni glumac u humorističnoj seriji:Brad Garret 
-Najbolja sporedna glumica u humorističnoj seriji:Doris Roberts
- 2003.:

-Najbolja humoristična serija 
-Najbolji sporedni glumac u humorističnoj seriji:Brad Garret  
-Najbolja sporedna glumica u humorističnoj seriji:Doris Roberts
- 2005.:

-Najbolja humoristična serija 
-Najbolji sporedni glumac u humorističnoj seriji:Brad Garret  
-Najbolja sporedna glumica u humorističnoj seriji:Doris Roberts

### American Comedy Award
- 1999.-Najsmješnija sporedna glumica u TV seriji:Doris Roberts
- 2000.-Njasmješniji glavni glumac u TV seriji:Ray Romano
- 2001.-Najsmješnija TV serija

### ASCAP
- 2000. - Najbolja TV serija
- 2001. - Najbolja TV serija
- 2002. - Najbolja TV serija
- 2003. - Najbolja TV serija
- 2004. - Najbolja TV serija
- 2005. - Najbolja TV serija
- 2006. - Najbolja TV serija

### Ostale nagrade
- Peoples Choice:2006.-Najdraža TV komedija
- Screen Actors Guild nagrada:2003.-Najbolji glumački ansambl
- TV Guide nagrada:

2000.-Najdraža humoristična serija
2001.
-Glumac godine:Ray Romano
-Humoristična serija godine
-Sporedna glumica godine u humorističnoj seriji:Doris Roberts
Serija je također dobila brojne nominacije,između ostalih i za Zlatni globus.